# Tony Revolori

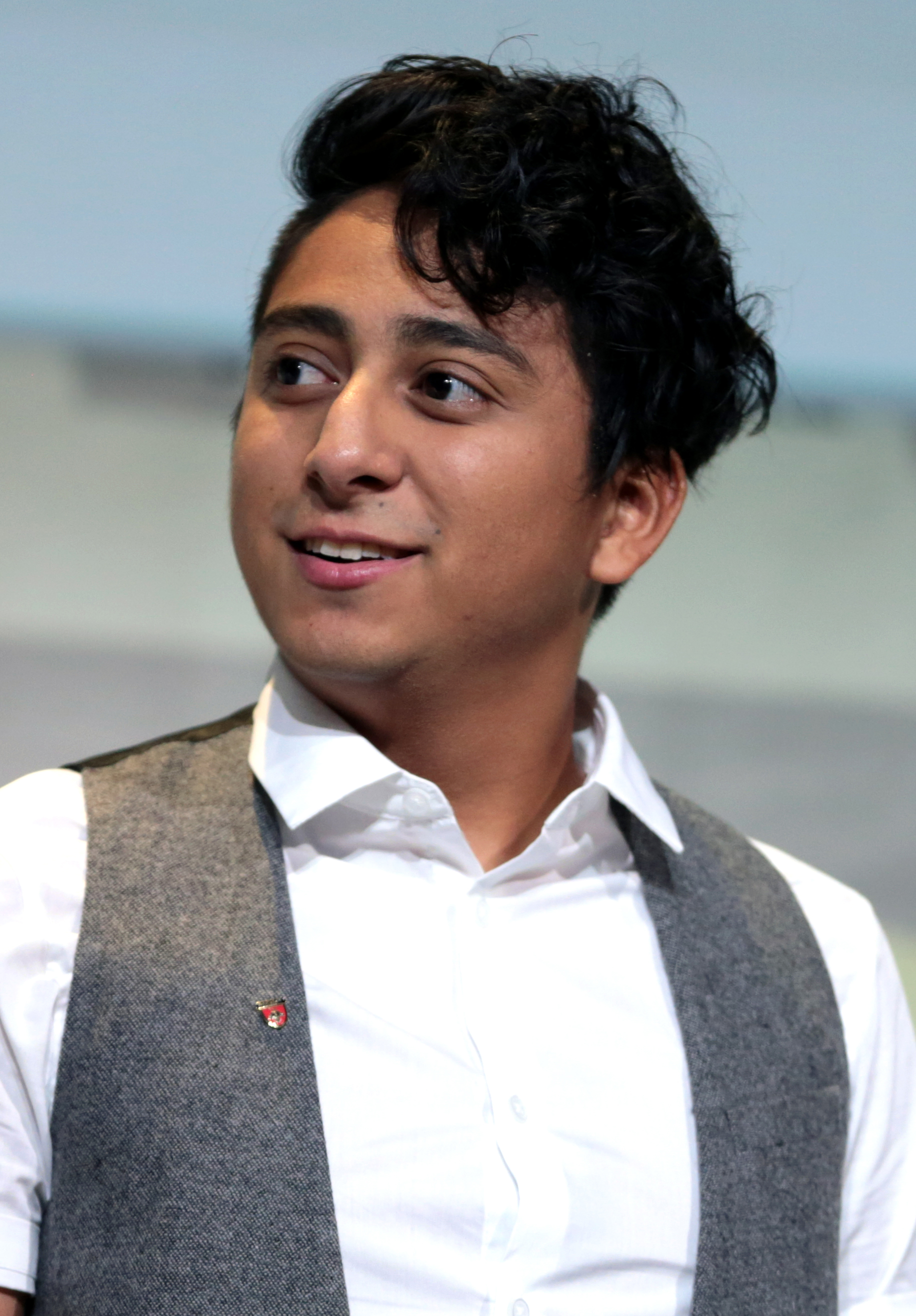
Tony Revolori auf der San Diego Comic-Con International (2016)

Tony Revolori (* 28. April 1996 in Anaheim, Kalifornien als Anthony Quiñónez) ist ein US-amerikanischer Schauspieler. Er ist der Sohn der aus dem guatemaltekischen Jutiapa stammenden Sonia und Mario Quiñónez. Sein älterer Bruder ist der Schauspieler Mario Revolori.

## Leben
Tony Revolori wuchs in Los Angeles auf und schauspielert seit er zwei Jahre alt ist. Er spielt Gitarre, Klavier, Bassgitarre und singt.
Seit seiner Kindheit war er in Werbespots und US-Fernsehsendungen wie Entourage und Shameless zu sehen. International bekannt wurde er 2014, als ihn Wes Anderson für die Rolle des Hotelpagen Zéro Moustafa in dem oscarprämierten Filmdrama Grand Budapest Hotel besetzte. In diesem Zusammenhang war er auch Teilnehmer der Berlinale 2014.
2010 war er für den Kurzfilm Speeding Teens als Editor tätig.
2018 wurde er in die Academy of Motion Picture Arts and Sciences berufen, die jährlich die Oscars vergibt.

## Filmografie

### Filme
- 2004: Nebraska (Kurzfilm)
- 2008: Smother (Kurzfilm)
- 2008: Ernesto (Fernsehfilm)
- 2009: The Perfect Game
- 2009: Spout (Kurzfilm)
- 2013: Fitz and Slade (Fernsehfilm)
- 2014: Grand Budapest Hotel
- 2014: Special Delivery (Kurzfilm)
- 2015: Umrika
- 2015: Dope
- 2016: Die 5. Welle (The 5th Wave)
- 2017: Spider-Man: Homecoming
- 2017: Table 19 – Liebe ist fehl am Platz (Table 19)
- 2018: The Long Dumb Road
- 2019: The Sound of Silence
- 2019: Spider-Man: Far From Home
- 2021: The French Dispatch
- 2021: Spider-Man: No Way Home
- 2023: Scream VI
- 2023: Asteroid City
- 2025: The Rivals of Amziah King

### Fernsehserien
- 2006: The Unit – Eine Frage der Ehre (The Unit Folge 1x04 Jagdausflug)
- 2007: Entourage (Folge 4x01 Willkommen im Dschungel)
- 2009: My Name Is Earl (Folge 4x19 Die Spione, die mich nervten)
- 2010: Sons of Tucson (Folge 1x04 Family Album)
- 2013: Shameless (Folge 3x02 Der Amerikanische Traum)
- 2016: Son of Zorn (5 Episoden)
- 2017: Workaholics (Folge 7x10)
- 2019–2023: Servant
- 2022–2023: Willow (8 Episoden)

## Auszeichnungen
- 2015: Critics’ Choice Movie Award – Bester Jungdarsteller für Grand Budapest Hotel: nominiert.[5]